# Voskhozhdenie
Voskhozhdenie és una pel·lícula soviètica en blanc i negre dirigida per Larissa Xepitko i produïda per Mosfilm l'any 1977.
La pel·lícula va ser rodada al gener de 1974, prop de la ciutat de Múrom, sota unes pèssimes condicions hivernals tal com requeria el guió, que estava basat en la novel·la Sotnikov de Vasil Bykaŭ. Va ser la darrera pel·lícula que Xepitko va poder completar abans de la seva mort en un accident de trànsit el 2 de juliol de 1979. La pel·lícula va guanyar l'Os d'Or al 27è Festival Internacional de Cinema de Berlín que va tenir lloc el 1977. També va ser seleccionada per l'URSS per a optar a l'Oscar a la millor pel·lícula de parla no anglesa als Premis Oscar de 1977 tot i que finalment no va ser nominada.

## Argument
Durant la Gran Guerra Pàtria dos partisans soviètics arriben a un llogaret belarús a la recerca de queviures. Després de prendre-li un xai a l'alcalde col·laboracionista, de retorn a la seva unitat són descoberts per una patrulla nazi. Més endavant, en un bregat tiroteig sobre la neu en què un dels soldats alemanys mor, els dos partisans escapen, però Sotnikov (Borís Plótnikov) rep un tret a la cama. Rybak (Vladímir Gostyukhin) es veu obligat a portar-lo al refugi més proper, la casa d'una dona anomenada Demchikha (Lyudmila Polyakova), mare de tres nens petits. Tanmateix, triguen poc a ser descoberts i capturats.

## Producció

### Preproducció
| «                 | Totes les pel·lícules són personals, però el desig de filmar "Voskhozhdenie" era gairebé una necessitat física. Si no hagués rodat aquesta pel·lícula hauria estat una catàstrofe per a mi. No podia trobar cap altre material amb què transmetre la meva perspectiva sobre la vida, sobre el sentit de la vida. | » |
| — Larissa Xepitko | |   |

Després de dirigir el 1971 Ty i ya. Larissa Xepitko va endegar la producció de Voskhozhdenie sota una atmosfera estressant i les dificultats tècniques i organitzatives van provocar que s'hagués d'avisar una ambulància a causa de la salut delicada de la directora. L'estrena de la pel·lícula tampoc no va ser fàcil atès que les autoritats soviètiques van requerir la censura per a eliminar escenes que Xepitko considerava fonamentals i per les quals va haver de lluitar. Malgrat que la pel·lícula va ser rebuda favorablement per la crítica i va resultar guardonada al Festival Internacional de Cinema de Venècia, les escenes que finalment van ser eliminades van suposar un cop dur per a Xepitko perquè eren crucials per al discurs del film.
El temps que va seguir aquesta producció tan accidentada va ser difícil per a Xepitko. Va declarar que durant quatre mesos va estar en un estat de «monstruós esgotament mental i físic». Tanmateix, poc va trigar a adonar-se del que havia de fer mentre es recuperava en un sanatori a Sotxi. El problema va sorgir després: va patir una caiguda desastrosa que li va provocar una seriosa commoció cerebral i una lesió vertebral. La situació era encara més greu ja que estava embarassada i s'havia proposat tenir el nadó tot i que pogués comportar-li la mort. Com va dir a la seva última entrevista el juny de 1979: «Vaig veure la mort de prop. Vaig patir una lesió vertebral greu i en aquell moment estava esperant un fill. Podria haver-me mort, perquè vaig decidir tenir el fill. Aleshores em vaig enfrontar a la mort per primera vegada, i com qualsevol en aquesta situació, estava buscant la meva pròpia fórmula d'immortalitat». I va ser precisament durant aquest període, en què sentia que la mort l'amenaçava i que era possible, quan va començar a llegir la novel·la Sotnikov de l'autor belarús Vasil Bykaŭ, que la va ajudar a transmetre aquesta sensació a la gran pantalla.
La principal preocupació de Xepitko durant l'adaptació del guió era conservar el contingut filosòfic subjacent a la història que es contava a Sotnikov. Si bé l'obra literària de Bykaŭ estava plena de detalls sensuals, com «gèlid», «fam» i «perill», Xepitko va desaconsellar acontentar-se amb l'acció externa i va exigir una «justificació interna» de cada moviment, gest i mirada dels herois del relat. Per a expressar aquests estats espirituals, sovint va necessitar desviar-se de la base literària. Per exemple, al final de la història original, Rybak decideix penjar-se a la latrina, però aviat s'adona que va oblidar de demanar als policies que li tornessin el cinturó que li havien pres la tarda anterior. Teòricament la pel·lícula podria haver respectat aquesta situació però aleshores, segons els guionistes, l'escena s'hauria limitat a la descripció d'unes circumstàncies: negació informativa però mediocre en termes artístics. Així, doncs, els guionistes li van tornar el cinturó a Rybak, però van frustrar el seu intent de suïcidi, insinuant que fins i tot la mort rebutja els traïdors. La seva idea era deixar Rybak adonant-se de la seva caiguda i tot seguit un llarg primer pla majestuós que signifiqués la llibertat que Rybak desitja desesperadament i que buscava emfatitzar l'extrema desesperança d'«una persona perduda en si mateixa».
El marit de Xepitko, el cineasta Elem Klímov, va ser qui va suggerir-li el títol de la pel·lícula. Molt abans, el 1963, Xepitko i Klímov van decidir adoptar el costum que, cada vegada que un tingués una bona idea, l'altre li donaria deu rubles. Quan van començar a conèixer-se a Klímov se li va acudir el títol per a la pel·lícula de final de graduació de Xepitko, Znoy. Xepitko i Klímov van decidir perpetuar aquest costum, però en tot el temps que van passar junts, Klímov tan sols va rebre la recompensa de deu rubles en dues ocasions: pels títols de Znoy i Voskhozhdenie.
El següent pas era aconseguir l'aprovació del guió per part del Goskino, l'òrgan estatal encarregat de la producció cinematogràfica. Ja aleshores Xepitko s'havia guanyat la reputació de ser una directora «inconvenient». De fet va ser el 1973 quan aquesta mateixa institució va rebutjar el mer plantejament de la pel·lícula. Davant d'aquesta negativa, la directora no va generar cap confrontació però tampoc no va presentar cap altre projecte. Al llarg de la seva carrera, Xepitko només es lliurava a una pel·lícula si sentia que «si no ho feia, moriria».
Per a poder superar l'oposició de les autoritats, Xepitko va adreçar-se a Gemma Firsova, amb qui havia estudiat a la universitat. Firsova era l'administradora d'una associació de pel·lícules militars patriòtiques. Aquesta va llegir el guió de Voskhozhdenie, que va impactar-li més que la novel·la, i va adoptar el guió sota la seva responsabilitat. Des de l'aprovació del guió fins a la dels intèrprets tot va ser problemàtic i va estar acompanyat de considerables dificultats. La principal acusació contra Xepitko consistia en que presumptament havia fet una «paràbola religiosa amb to místic» de la història partisana, fet que es va considerar com una insurrecció en contra del cinema ateu soviètic. Xepitko va replicar que no era religiosa i que era un relat sobre una traïció antediluviana. Segons la directora, Judes Iscariot i Jesús de Natzaret sempre havien existit i, si aquesta història connectava amb la gent, significava que era viva en cada persona. Els funcionaris van oposar resistència a la banda sonora del compositor Alfred Schnittke i van ordenar que s'eliminés tota al·lusió als textos bíblics.
Des que va acabar de llegir la novel·la Sotnikov, Xepitko va trigar quatre anys a obtenir de les autoritats els permisos necessaris per a començar el rodatge de la pel·lícula.

### Càsting
Xepitko va decidir que els protagonistes havien de ser interpretats per actors desconeguts o poc coneguts. Per aquest motiu la directora va haver de rebutjar Andrei Miagkov, que volia actuar a la pel·lícula. El mateix va passar amb Nikolai Gubenko, així com amb Vladímir Vissotski.
Des del començament de la recerca de l'actor que interpretaria Sotnikov, Xepitko va indicar a Emma Baskakova, la seva assistent de càsting, que tingués al cap la imatge de Crist. Borís Plótnikov, un actor de 25 anys procedent del teatre de Sverdlovsk, va resultar ser el millor candidat per a aquest paper, segons la directora. Tot i això, els funcionaris del Goskino van detectar en el pla de Xepitko una intenció d'«arrossegar Jesús a la pantalla soviètica».
Per al paper de Rybak, la directora va fer proves a vint candidats. El vint-i-unè candidat era el jove i desconegut actor Vladímir Gostiukhin, que havia treballat al teatre de l'exèrcit soviètic durant sis anys. Gostiukhin va ser convidat a una audició per al paper de Rybak. Al principi, l'actor no veia relació entre «una dona de gran bellesa [Xepitko] amb la història masculina, dura i tràgica de Vasil Bykaŭ». Amb tot, després d'una conversa de vint minuts amb la directora va quedar convençut que només ella podia aconseguir adaptar al cinema aquesta novel·la.
L'actor per al paper de Portnov va ser seleccionat a partir de la imatge de Sotnikov. Xepitko volia trobar algú amb un físic similar a Plótnikov, al·legant que són similars, però Portnov és l'antípoda de Sotnikov pel que fa a les seves creences internes: «morint, patint, així és com Sotnikov guanya, perquè és fort en esperit. Ell mor i s'aixeca per sobre del seu torturador».
Al principi, a l'actor Anatoli Solonitsin no l'entusiasmava el paper de Portnov, que considerava «secundari» i un «refregit» del que havia rodat amb anterioritat. Inicialment l'actor ni tan sols entenia el que se'n volia més enllà d'interpretar l'«enemic», un «home amb un cor de pedra» o un «home sense futur». Va sentir que el personatge acabaria essent poc més que una caricatura, com a la literatura popular barata. Tan sols una llarga conversa amb la directora li va permetre comprendre la visió que tenia de Portnov: la personificació del costat negatiu en l'eterna lluita de l'home amb l'animal que porta a l'interior en nom d'un valor suprem, és a dir, el valor del esperit. La directora va insistir que el poble soviètic va guanyar la Gran Guerra Pàtria a causa de la seva elevada consciència, per la qual cosa el paper d'antiheroi de Portnov era crucial perquè es tractava d'un personatge que emfatitzava la idea de la superioritat del poder de l'esperit humà sobre el de la matèria.

### Rodatge
El rodatge va començar a prop de la ciutat de Múrom el 6 de gener de 1974, data que coincidia amb l'aniversari de la directora. Les primeres escenes van ser rodades en exteriors, en camps, boscos i barrancs, malgrat l'extrema temperatura. Segons Borís Plótnikov, la gelada i la neu verge eren les condicions obligatòries en què Vasil Bykaŭ havia situat el relat. Aquest enfocament va comptar amb el suport de Xepitko. Ella era de l'opinió que els actors havien de «sentir l'hivern inclús a les cèl·lules» per a garantir la seva incursió en el personatge. El rodatge també es va planejar de manera que es van filmar primer les escenes més fàcils a nivell psicològic i, després, les escenes més complexes que van permetre als actors desaparèixer gradualment dins dels seus personatges.
Des del principi del rodatge, Xepitko va aconseguir inspirar cadascun dels seus companys de treball amb la seva idea i van entendre que la pel·lícula tractava sobre allò sagrat: la pàtria, els valors elevats, la consciència, el deure i l'heroisme espiritual.
A causa de les dures condicions climàtiques en què va tenir lloc el rodatge, molts extres i membres de l'equip es van congelar però cap no es va queixar. Xepitko no va sol·licitar ni va requerir un tracte especial i els seus col·legues la van recordar com un exemple de coratge, fe, paciència i cura extraordinària. Per exemple, Borís Plótnikov va recordar que durant el rodatge anava vestit amb roba lleugera i ràpidament perdia la sensibilitat amb motiu dels vents freds i tallants a camp obert; però després d'escoltar «Talleu!», Xepitko s'acostava a ell, el feia entrar en calor i li donava les gràcies. Va passar el mateix amb Vladímir Gostiukhin, que més tard va escriure: «Va valer la pena "morir" a l'escena i sentir la seva gratitud». També va dir que amb prou feines ningú sabia quant d'esforç dedicava a cada fotograma. En certes ocasions, Gostiukhin va haver d'acompanyar la directora del cotxe a la seva habitació d'hotel: de vegades, Xepitko no estava bé i se sentia feble. Molt abans de Voskhozhdenie, Xepitko va contreure hepatitis al set de la seva pel·lícula Znoy. La directora va ignorar el consell de tornar a Moscou per a rebre tractament, i va continuar amb el rodatge, dirigint des d'una llitera. A més, Xepitko no es va acabar de recuperar i les conseqüències de la malaltia van afectar negativament el seu benestar, cosa que es va donar al set de Voskhozhdenie, on també va experimentar un gran dolor associat a la recent lesió vertebral. Tot això no la va aturar ni la va limitar: sempre s'aixecava dues o tres hores abans que la resta de l'equip i s'entregava plenament, fins al límit de les seves forces, cada dia de treball. Per exemple, en una escena llarga, els partisans fugen i corren per la neu amb dificultats. Calia mostrar l'esgotament dels protagonistes panteixant, i la directora va córrer al costat dels actors per a experimentar el mateix estat d'esgotament. Gràcies a aquest nivell de dedicació el rodatge va tenir lloc sense interrupció i es va completar un mes abans del previst.
Xepitko acostumava a expressar clarament els seus pensaments, fet que contribuïa a una eficient transmissió d'informació, sempre intentant evitar termes abstrusos que poguessin emmascarar la manca de claredat. Xepitko esperava fins a aconseguir l'expressió d'emoció necessària, l'expressió facial i els gestos correctes, i quan els tenia donava l'ordre de començar a rodar. Borís Plótnikov va declarar més endavant que li hauria agradat reviure aquesta experiència en altres pel·lícules, però que mai no li va passar. En relació amb la seva col·laboració amb Xepitko, Plótnikov va referir-s'hi com «una reunió amb un geni viu». Vasil Bykaŭ també compartia una opinió similar sobre ella considerant-la una «Dostoievski amb faldilla». Bykaŭ la tenia en molt alta estima i va admetre que si l'hagués conegut abans, probablement hagués escrit Sotnikov d'una altra manera.
Vladímir Gostiukhin va descriure el procés del rodatge no com un actuar sinó com la «mort a cada fotograma». Per a ell i Plótnikov era molt important validar la confiança de la directora, ja que ella s'havia vist obligada a defensar les seves decisions de repartiment davant les autoritats soviètiques. Gostiukhin va comparar la capacitat de Xepitko per a transmetre una idea als seus actors amb la hipnosi, sota la qual ell i Plótnikov podien protagonitzar el «miracle de la transformació». Durant el primer assaig Xepitko fins i tot els va posar neu a la cara, acció amb què buscava captar la seva atenció i voluntat, així com donar textura i credibilitat als seus personatges. Més tard es va convertir en una mena de ritual que precedia la presa que se n'anés a rodar a continuació. Gostiukhin recorda que ell es va transformar en Rybak fins al punt que un blau recreat amb maquillatge no va desaparèixer del seu rostre fins a tres setmanes després.

### Estrena
Com s'ha exposat anteriorment, les autoritats creien que era una «paràbola religiosa amb to místic» en lloc d'una història partidista i hi havia la possibilitat real que la pel·lícula s'arxivés. Així, el marit de Xepitko, el cineasta Elem Klímov, va prendre una decisió desesperada. Mentre Klímov es preparava per al rodatge de la pel·lícula Idí i smotri (1985), es va reunir amb Piotr Masherov, el primer secretari del Partit Comunista de Belarús, que actuava com a consultor històric. Durant la guerra, Masherov va ser un partisà a qui el 1942 els ocupants alemanys van penjar la seva mare per col·laborar amb els partisans. Per aquest motiu, Klímov va entendre que la pel·lícula podria apel·lar Masherov millor que a ningú.
Quan Klímov, eludint Mosfilm, va convidar Masherov a una vista prèvia especial de Voskhozhdenie, aquest al principi es va mostrar escèptic. La pel·lícula va ser portada a Minsk directament des del laboratori. Vint o trenta minuts després que Masherov comencés a veure-la, es va adonar que no podia apartar la mirada de la pantalla i, a meitat de la pel·lícula, es va posar a plorar sense intentar ocultar o dissimular la seva reacció davant dels líders polítics presents a la sala. Al final de la pel·lícula, Masherov va pujar a l'escenari i va parlar sobre la pel·lícula durant quaranta minuts. Ningú no va gravar el discurs, però Elem Klímov va assegurar que va ser un dels millors que va escoltar adreçats a la seva esposa. L'escriptor belarús i veterà de la Gran Guerra Pàtria Alès Adamòvitx, també present a la projecció, va referir-se a Masherov com algú que es preguntava: «D'on ha sorgit aquesta dona que no ha viscut res semblant però ho sap tot, com pot expressar-ho així?». Al cap de pocs dies Voskhozhdenie va ser formalment acceptada.
El juliol de 2018, el film va ser seleccionat per ser projectat a la secció de Venice Classics de la 75a Mostra Internacional de Cinema de Venècia.